# Сен-Готье (кантон)
Сен-Готье́ (фр. Saint-Gaultier) — кантон во Франции, находится в регионе Центр, департамент Эндр. Входит в состав округа Ле-Блан.
Код INSEE кантона — 3619. Всего в кантон Сен-Готье входят 8 коммун, из них главной коммуной является Сен-Готье.

## Коммуны кантона
| Коммуна        | Население, чел | Почтовый индекс | Код INSEE |
| -------------- | -------------- | --------------- | --------- |
| Люзре          | 152            | 36800           | 36106     |
| Минье          | 275            | 36800           | 36124     |
| Нюре-ле-Феррон | 321            | 36800           | 36144     |
| Риварен        | 561            | 36800           | 36172     |
| Сен-Готье      | 1 932          | 36800           | 36192     |
| Тене           | 885            | 36800           | 36220     |
| Ульш           | 407            | 36800           | 36148     |
| Шитре          | 161            | 36800           | 36051     |

## Население
Население кантона на 2007 год составляло 4 694 человек.
| 1962  | 1968  | 1975  | 1982  | 1990  | 1999  | 2006  | 2007  |
| ----- | ----- | ----- | ----- | ----- | ----- | ----- | ----- |
| 5 721 | 5 918 | 5 462 | 4 996 | 4 825 | 4 593 | 4 711 | 4 694 |